# Портленд (Індіана)
Портленд (англ. Portland) — місто (англ. city) в США, в окрузі Джей штату Індіана. Населення — 6320 осіб (2020).

## Географія
Портленд розташований за координатами 40°26′12″ пн. ш. 84°59′0″ зх. д. / 40.43667° пн. ш. 84.98333° зх. д. (40.436681, -84.983441).  За даними Бюро перепису населення США в 2010 році місто мало площу 12,05 км², з яких 12,05 км² — суходіл та 0,01 км² — водойми. В 2017 році площа становила 12,88 км², з яких 12,88 км² — суходіл та 0,01 км² — водойми.

## Демографія
Згідно з переписом 2010 року, у місті мешкали 6223 особи в 2607 домогосподарствах у складі 1620 родин. Густота населення становила 516 осіб/км².  Було 3005 помешкань (249/км²).
Расовий склад населення:
| - 94,5 % — білих - 0,5 % — азіатів - 0,4 % — чорних або афроамериканців - 3,1 % — осіб інших рас |

До двох чи більше рас належало 1,5 %. Частка іспаномовних становила 5,8 % від усіх жителів.
За віковим діапазоном населення розподілялося таким чином: 23,7 % — особи молодші 18 років, 58,4 % — особи у віці 18—64 років, 17,9 % — особи у віці 65 років та старші. Медіана віку мешканця становила 39,4 року. На 100 осіб жіночої статі у місті припадало 87,8 чоловіків;  на 100 жінок у віці від 18 років та старших — 84,1 чоловіків також старших 18 років.
Середній дохід на одне домашнє господарство  становив 41 490 доларів США (медіана — 34 375), а середній дохід на одну сім'ю — 51 696 доларів (медіана — 47 897). Медіана доходів становила 36 788 доларів для чоловіків та 25 433 долари для жінок. За межею бідності перебувало 15,6 % осіб, у тому числі 19,8 % дітей у віці до 18 років та 7,9 % осіб у віці 65 років та старших.
Цивільне працевлаштоване населення становило 2797 осіб. Основні галузі зайнятості: виробництво — 42,7 %, освіта, охорона здоров'я та соціальна допомога — 17,1 %, роздрібна торгівля — 8,6 %, мистецтво, розваги та відпочинок — 7,9 %.